# Zambia na Mistrzostwach Świata w Lekkoatletyce 2019
Zambia na Mistrzostwach Świata w Lekkoatletyce 2019 – reprezentacja Zambii podczas mistrzostw świata w Doha liczyła jednego zawodnika i jedną zawodniczkę.

## Skład reprezentacji

### Kobiety
| Zawodniczka    | Konkurencja   | Eliminacje | Eliminacje | Półfinał | Półfinał | Finał | Finał   |
| Zawodniczka    | Konkurencja   | Wynik      | Pozycja    | Wynik    | Pozycja  | Wynik | Pozycja |
| -------------- | ------------- | ---------- | ---------- | -------- | -------- | ----- | ------- |
| Hellen Makumba | bieg na 100 m | 11,73 s    | 40.        | NQ       | NQ       | NQ    | NQ      |

### Mężczyźni
| Zawodnik     | Konkurencja   | Eliminacje | Eliminacje | Półfinał | Półfinał | Finał | Finał   |
| Zawodnik     | Konkurencja   | Wynik      | Pozycja    | Wynik    | Pozycja  | Wynik | Pozycja |
| ------------ | ------------- | ---------- | ---------- | -------- | -------- | ----- | ------- |
| Sydney Siame | Bieg na 200 m | 20,58 s    | 28.        | NQ       | NQ       | NQ    | NQ      |